# Floyd Council
 (juin 2020).
Si vous disposez d'ouvrages ou d'articles de référence ou si vous connaissez des sites web de qualité traitant du thème abordé ici, merci de compléter l'article en donnant les références utiles à sa vérifiabilité et en les liant à la section « Notes et références ».
Floyd Council, dit Dipper Boy, est un musicien américain de blues né le 2 septembre 1911 à Chapel Hill (Caroline du Nord) et mort le 9 mai 1976 à Sanford (Caroline du Nord). 

## Biographie
Floyd Council est né le 2 septembre 1911 de Harrie et Lizzie Council à Chapel Hill (Caroline du Nord).
Il commence sa carrière musicale dans les rues de Chapel Hill au milieu des années 1920 avec les frères Leo et Thomas Strowd.
Son style est représentatif du Piedmont blues, propre à la côte Est américaine. 
D'après une interview de 1969, Floyd Council aurait enregistré 27 chansons au cours de sa carrière, dont 7 en accompagnant Blind Boy Fuller dans les années 1930.
Floyd Council migre à Sanford (Caroline du Nord) où il meurt  à 64 ans d'une attaque cardiaque en 1976.

## Discographie
Il n'existe pas de disque exclusivement consacré à Floyd Council.
Cependant, le CD Carolina Blues (1937-1947) contient 6 chansons qu'il a enregistrées. Il s'agit de I'm Grievin' and I'm Worryin, I Don't Want No Hungry Woman, Lookin' For My Baby, I'm Broke and I Ain't Got a Dime, Runaway Man Blues et Working Man Blues.
La série des Completes Recorded Works de Blind Boy Fuller contient entre autres plusieurs chansons sur lesquelles Floyd Council joue de la guitare.
Il a parfois été crédité sous le nom de Dipper Boy Council.

## Le Floyd de Pink Floyd
Syd Barrett a construit le nom Pink Floyd en juxtaposant les prénoms de Pink Anderson et de Floyd Council. Il s'est inspiré pour cela d'une note écrite par Paul Oliver en 1962 sur un disque de Blind Boy Fuller (Philips BBL-7512) : « Curley Weaver and Fred McMullen, […] Pink Anderson or Floyd Council -- these were a few amongst the many blues singers that were to be heard in the rolling hills of the Piedmont, or meandering with the streams through the wooded valleys. »